# Bertrand Venturi
Bertrand Venturi (8 de junio de 1985) es un deportista francés que compitió en natación, en la modalidad de aguas abiertas. Ganó una medalla de plata en el Campeonato Europeo de Natación de 2010, en la prueba de 25 km

## Palmarés internacional
| Campeonato Europeo | Campeonato Europeo | Campeonato Europeo | Campeonato Europeo |
| Año                | Lugar              | Medalla            | Prueba             |
| ------------------ | ------------------ | ------------------ | ------------------ |
| 2010               | Budapest (Hungría) | Medalla de plata   | 25 km              |